# Gerold Pawirodikromo
Gerold Pawirodikromo (Drietabbetje, 20 januari 1958) is een Surinaams voormalig atleet.

## Carrière
Gerold Pawirodikromo begon in 1970 op twaalfjarige leeftijd met trainingen in baanwielrennen in het André Kamperveenstadion. Daar werd hij door baan- en veldtrainer Vincent Burgos overgehaald om over te stappen op atletiek. Hij werd lid van atletiekvereniging Olympia in Paramaribo en behaalde meerdere prijzen op de 100 en 200 m. Hierna werd hij getraind door John Lieved voor de 400 m.
In 1977 ging Pawirodikromo naar de Washington State University. Naast zijn studie werd hij door een Amerikaanse coach getraind in de 800 m. Hij won een zilveren medaille op de 800 m van de Centraal-Amerikaanse en Caraïbische Spelen van 1978 in Medellín, Colombia, achter Alberto Juantorena met een tijd van 1.47,46. Hij nam ook deel aan de Pan-Amerikaanse Spelen van 1979 in San Juan, Puerto Rico.
In de competitie van de NCAA-indoor deed Pawirodikromo mee aan de all-American in de mijl-estafette van 1980.